# 마이크로소프트 인터컨넥트
마이크로소프트 일본 법인에서 파는 마이크로소프트 인터컨넥트(Microsoft InterConnect), 또는 마이크로소프트 오피스 인터컨넥트는 개인 정보 관리자 응용 프로그램이다. 일본에서는 윈도우용 마이크로소프트 오피스 제품군의 일부로 판매한다, 사용자에게 디지털 명함과 일종의 디지털 서명을 제공한다.